# Codul internațional de semnale maritime
Codul internațional de semnale maritime este un sistem format din 26 de pavilioane literale, zece flamuri numerice și trei triunghiuri repetitoare, utilizat pentru semnalizarea între navele de orice naționalitate sau între nave și stațiuni de semnale de la uscat.
Pavilioanele se ridică la vergă, fiind folosite izolat sau în serii de câte două-trei, fiecare pavilion sau serie având o anumită semnificație.

## Pavilion cu litere (cu semnificație ICS)

A (Alpha) Am un scafandru la apă; mențineți-vă la distanță cu viteză mică.
B (Bravo) Încarc sau descarc explozivi sau material inflamabil.
C (Charlie) Da (răspuns afirmativ).
D (Delta) Menţineţi-vă la distanţă; manevrez cu greutate.
E (Echo) Vin la tribord.
F (Foxtrot) Sunt în dificultate; comunicați cu mine.
G (Golf) Am nevoie de pilot. / (În cazul navelor de pescuit) Îmi trag plasele.
H (Hôtel) Am pilot la bord.
I (India) Vin la babord.
J (Juliet) Am incendiu la bord și am încărcătură de mărfuri periculoase. Țineți la distanță mare de mine.
K (Kilo) Doresc să comunic cu dvs.
L (Lima) Opriţi imediat nava dvs.
M (Mike) Nava mea este stopată și sunt în derivă.
N (November) Nu (negaţie a unei afirmaţii).
O (Oscar) Om la apă.
P (Papa) Toate persoanele trebuie să se prezinte la bord; nava este gata de plecare / (la pescadoare) Plasa traulului s-a agăţat sub un obstacol.
Q (Québec) Nava mea este sănătoasă și cer liberă practică.
R (Romeo) Semnal de procedură.
S (Sierra) Am mașinile înapoi.
T (Tango) Menţineţi-vă la distanţă de mine; fac traulere pe perechi.
U (Uniform) Vă îndreptați spre pericol!
V (Victor) Am nevoie de ajutor.
W (Whiskey) Am nevoie de ajutor medical.
X (X-ray) Încetați să faceți ce intenționați și fiți atenți la semnalele mele!
Y (Yankee) Ancora mea ară (derapează).
Z (Zulu) Am nevoie de un remorcher. / (la traulere) Atenţie, lansez traulul.

## Pavilion cu numere
| Număr   | Pavilion NATO | Pavilion ICS |
| ------- | ------------- | ------------ |
| 0 Zero  |               |              |
| 1 Unu   |               |              |
| 2 Doi   |               |              |
| 3 Trei  |               |              |
| 4 Patru |               |              |
| 5 Cinci |               |              |
| 6 Șase  |               |              |
| 7 Șapte |               |              |
| 8 Opt   |               |              |
| 9 Nouă  |               |              |

## Substitute
Pavilioanele de substituire sau repetoare permit semnalizarea mesajelor cu caractere duplicate, fără a fi nevoie de mai multe seturi de steaguri.
|                  |                     |                      |                       |
| Primul substitut | Al doilea substitut | Al treilea substitut | Al patrulea substitut |

Codul internațional de semnalizare include doar primele trei dintre aceste steaguri înlocuitoare. Pentru a ilustra utilizarea acestora, iată câteva mesaje și modul în care acestea ar fi codate:
| "N"     |
| "O"     |
| "NO"    |
| "NON"   |
| "NOO"   |
| "NOON"  |
| "NONO"  |
| "NONON" |
| "NONNN" |

## Legături externe
- "How Ships Talk With Flags", October 1944, Popular Science
- John Savard's flag page. Collection of different flag systems.
- Freeware to aid memorizing the flags
- La flag-alfabeto - signal flags used for the Esperanto language - the flags for the Esperanto letters with diacritical marks have the lighter color in the normal flag replaced with light green, which is not used in any normal flag.